# 2016년 시카고 영화 비평가 협회상
제29회 시카고 비평가 협회상은 2016년 12월 15일에 열린 시상식이다.

## 수상 및 후보

### 작품상
- 문라이트 - 배리 젠킨스 수상
- 아가씨 - 박찬욱
- 재키 - 파블로 라라인
- 라라랜드 - 데이미언 셔젤
- 맨체스터 바이 더 씨 - 케네스 로너건
- 재키 - 파블로 라라인
- 러빙 - 조엘 에저튼

### 감독상
- 문라이트 - 배리 젠킨스 수상
- 라라랜드 - 데이미언 셔젤
- 맨체스터 바이 더 씨 - 케네스 로너건
- 아가씨 - 박찬욱

### 남우주연상
- 맨체스터 바이 더 씨 - 케이시 애플렉 수상
- 패터슨 - 아담 드라이버
- 더 랍스터 - 콜린 파렐
- 펜스 - 덴젤 워싱턴

### 여우주연상
- 재키 - 나탈리 포트만 수상
- 컨택트 - 에이미 아담스
- 크리스틴 - 레베카 홀
- 엘르 - 이자벨 위페르
- 라라랜드 - 엠마 스톤

### 남우조연상
- 문라이트 - 마허샬라 알리 수상
- 헤일, 시저! - 엘든 이렌리치
- 로스트 인 더스트 - 벤 포스터
- 맨체스터 바이 더 씨 - 루카스 헤지스
- 문라이트 - 트래반트 로즈
- 녹터널 애니멀스 - 마이클 섀넌

### 여우조연상
- 맨체스터 바이 더 씨 - 미셸 윌리엄스 수상
- 펜스 - 비올라 데이비스
- 서튼 위민 - 릴리 글래드스톤
- 문라이트 - 나오미 해리스
- 히든 피겨스 - 자넬 모네

### 각본상
- 맨체스터 바이 더 씨 - 케네스 로너건 수상
- 로스트 인 더스트 - 테일러 쉐리던
- 재키 - 노아 오픈헤임
- 더 랍스터 - 요르고스 란티모스 외 1명
- 문라이트 - 배리 젠킨스

### 각색상
- 아가씨 - 정서경 외 1명 수상
- 컨택트 - 에릭 헤이저러
- 엘르 - 데이비드 버크
- 레이디 수잔 - 위트 스틸먼
- 사일런스 - 제이 콕스

### 외국어영화상
- 아가씨 - 박찬욱 수상
- 엘르 - 이자벨 위페르
- 줄리에타 - 페드로 알모도바르
- 네루다 - 파블로 라라인
- 토니 에드만 - 마렌 아데

### 다큐멘터리상
- O.J.: 메이드 인 아메리카 - 에즈라 에델만 수상
- 카메라를 든 사람 - 커스틴 존슨
- 라이프, 애니메이티드 - 로저 로스 윌리엄스
- 타워 - 케이스 메이트란드
- 앤서니 위너: 선거 이야기 - 조시 크리그먼 외 1명

### 애니메이션상
- 쿠보와 전설의 악기 - 트래비스 나이트 수상
- 모아나 - 론 클레멘츠 외 1명
- 붉은 거북 - 마이클 두독 드 비트
- 타워 - 케이스 메이트란드
- 주토피아 - 바이론 하워드 외 1명

### 촬영상
- 라라랜드 - 라이너스 산드그렌 수상
- 아가씨 - 정정훈
- 재키 - 스테판 퐁탠느
- 문라이트 - 제임스 렉스톤
- 사일런스 - 로드리고 프리에토

### 음악상
- 재키 - 미카 레비 수상
- 컨택트 - 요한 요한슨
- 라라랜드 - 저스틴 허위츠
- 문라이트 - 니콜라스 브리텔
- 네온 데몬 - 클리프 마티네즈

### 편집상
- 라라랜드 - 톰 크로스 수상
- 카메라를 든 사람 - 넬스 뱅거터
- 재키 - 세바스티안 세풀베다
- 맨체스터 바이 더 씨 - 제니퍼 레임
- 문라이트 - 냇 샌더스 외 1명

### 미술상
- 아가씨
- 재키
- 라라랜드
- 네온 데몬
- 더 위치

### 유망연출상
- 더 위치 - 로버트 에거스 수상
- 디 엣지 오브 세븐틴 - 켈리 프레몬
- 더 핏츠 - 안나 로즈 홀머
- 쿠보와 전설의 악기 - 트래비스 나이트
- 크리샤 - 트레이 에드워드 슐츠

### 유망연기상
- 맨체스터 바이 더 씨 - 루카스 헤지스 수상
- 더 핏츠 - 로열티 하이타워
- 히든 피겨스 - 자넬 모네
- 문라이트 - 자넬 모네
- 문라이트 - 트래반트 로즈
- 서튼 위민 - 릴리 글래드스톤